# Neobisium bucegicum
Neobisium bucegicum är en spindeldjursart som beskrevs av Beier 1964. Neobisium bucegicum ingår i släktet Neobisium och familjen helplåtklokrypare. Inga underarter finns listade i Catalogue of Life.